# 도나텔로
도나토 디 니콜로 디 베토 바르디(이탈리아어: Donato di Niccolò di Betto Bardi, 1386년경 ~ 1466년 12월 13일)는 이탈리아 피렌체 출신의 르네상스 시대 조각가이다. 얕은 돋을새김 조각으로 유명하다.
로마에서 고대 조각을 연구하고 일찍부터 명성을 얻었다. 작품 경향은 중세적 자연주의의 전통과 고전의 형태미에 의하면서 차츰 새로운 힘찬 사실주의로 발전하였다. 특히 원근법을 써서 입체감을 나타내어, 있는 그대로의 사실주의적인 표현에 힘썼다. <가타멜라타의 가마상>은 특히 뛰어나 르네상스 조각의 걸작으로 꼽힌다. 그는 기베르티, 브루넬레스키와 더불어 '르네상스 초기의 3대 조각가'로 불린다. 대표작으로 <성 조르조 상> <다비드> 등이 있다.
도나텔로의 예술을 형성한 데는 브루넬레스코와 함께 로마에 유학한 사실을 들 수 있다. 대머리이기 때문에 <로 츠코네>라 불리는 상은 피렌체 대성당 종루의 감실용으로 제작된 것인데(1423∼1425) 그의 철저한 사실을 실증하는 작품이다. 그는 미라고 하는 추상적 표준을 희생하는 한이 있더라도 그 억센 인간성을 극명하게 묘사하려고 시도했다. 융기한 목의 근육과 굽어진 손목, 중후한 의상, 응시하는 표정은 과연 힘있는 남성적 리듬을 가지고 있다. 백성과 같은 <그리스도 상>(1420?), 말라 빠져 추악한 <막달라 상>(1455?), <세례자 요한 상>(1455)은 이것과 같은 계열에 속하는 사실주의적인 작품들이다.

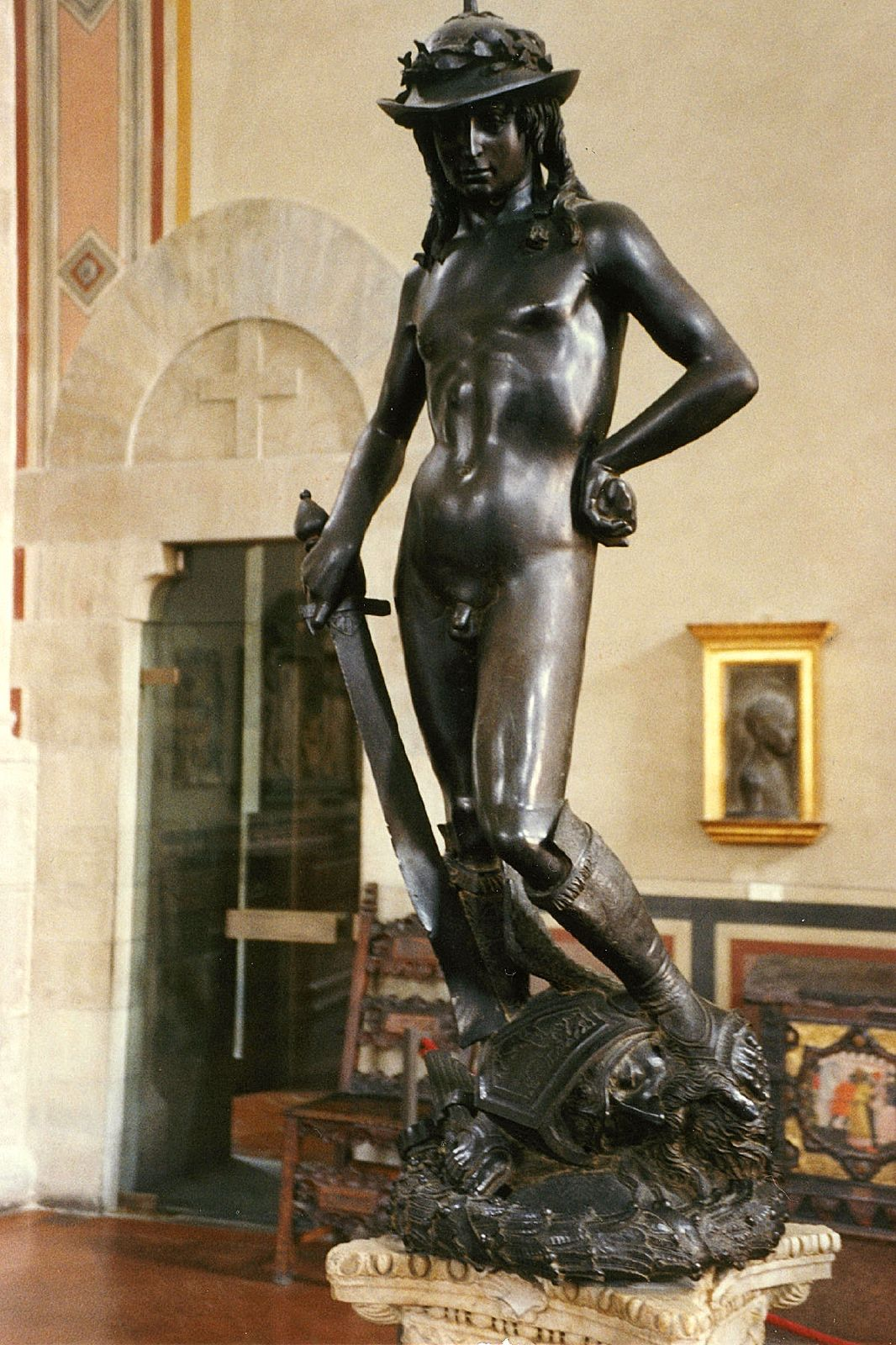
청동 다비드 상

그러나 1440년경의 청동 <다비드 상>은 독립 조상인데, 종래의 전통을 파괴하고 있다. 그 평정한 자태의 표현은 고대 양식의 충실한 번역이라 하겠다. 가느다란 팔과 딱딱한 체구에는 우미한 곡선은 없지만 그의 예리한 관찰로 미성숙한 남자상을 남김없이 포착하고 있다. 토스카나 지방의 목동이 쓰는 것과 같은 모자는 다소 기묘한 감을 주지만 그 비고전적인 면모에 내려진 음영에는 개인적이고 성격적인 것을 암시하고 있다. 결국 특수성과 일반성의 결합이나 나체상에 비범한 인상을 부여하고 있다.

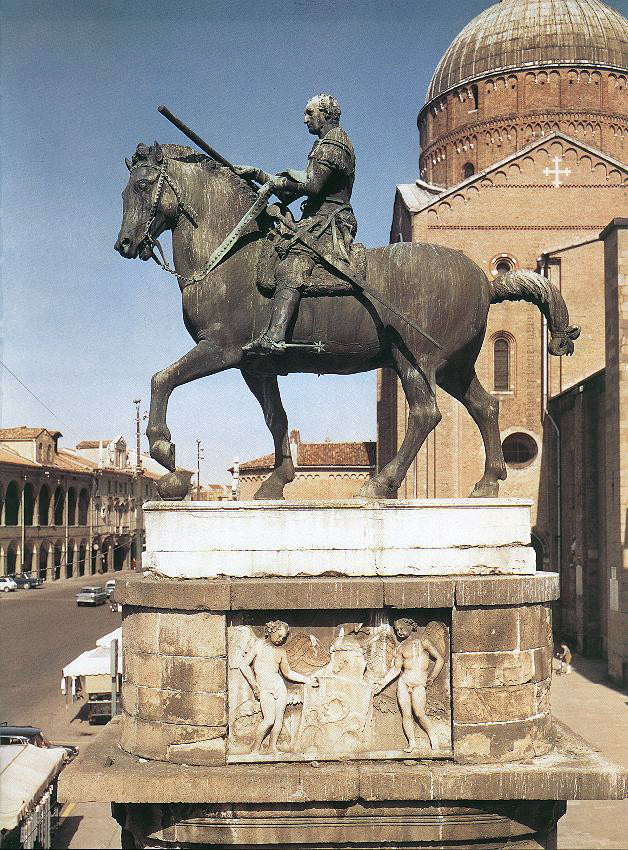
가타멜라타 장군 기마상

가장 잘 알려진 작품은 파도바의 산 탄토니오 성당 앞 광장에서 있는 <가타멜라타 장군 기마상>(1453)이다. 그가 로마에서 보았던 카피톨리노 언덕 위의 <마르쿠스 아우렐리우스 황제의 기마상>을 본으로 한 것이다. 초기 르네상스에 있어서 군상(群像)의 안정과 정밀이란 고전적 효과는 그 양괴성과 평형감으로 표시되었다. 말 탄 자의 수직선, 장군이 가진 칼과 지휘봉으로 구성된 날카로운 대각선, 커다란 말의 수평적인 중량감 및 말의 네 발이 만드는 삼각형이 기묘한 교차를 보여 주고 있다. 왼쪽 앞발 아래에 있는 구슬은 물리적 평형을 갖기 위해서도, 대좌에서 전진하려는 말을 저지시키는 데에도, 실제상의 필요에서나 장식상에서나 다같이 군상의 안정성을 확보하는 역할을 하고 있다. 인체와 마찬가지로 마체에도 해부학적인 정확함을 추구하였고, 다리와 코에 정맥이 부풀어 나오게 했고, 또 두부의 딱딱한 구조와 피부에도 극명한 현실의 관찰을 볼 수 있으며, 안장의 모포와 갑옷의 옷감 성질에 대해서까지 상세하게 묘사하고 있다. 둔중한 말처럼 보여 기사에 비례하여 너무 큰 것 같지만 완전 무장한 사람을 지탱하기에는 실제적으로는 이것조차 무리일지 모르겠다. 그는 갑옷과 안장에 풍부한 장식을 다는 것으로 기사의 중요성을 강조하였고, 커다란 말에 끌리기 쉬운 사람에게 주의를 쏠리도록 노력하였다. 한 사람의 유능한 장군의 풍모를 표현한 점에서 벌써 뛰어난 초상이라는 것은 두말할 필요도 없지만, 나아가서 고전적 형식을 빌어 하나의 전형적인 인물을 구체화한 점으로 그것은 초상 이상인 것이다. 고대에 대한 공감과 철저한 사실과 근대적 지성, 그리고 인생의 희비극을 뚫어 보는 통찰 등, 이것을 무기로 하여 그는 초기 르네상스의 이상을 실현하였다.